# سپرماهی نیوزیلند
سپرماهی نیوزیلند (نام علمی: Colistium nudipinnis) نام یک گونه از راسته کفشک‌ماهی است.